# Keiō Keibajō-Linie
| Triebzug der Baureihe 7000 auf der Keibajō-Linie |                                  |                        |                      |
| Streckenlänge: | 0,9 km                           |                        |                      |
| Spurweite: | 1372 mm (63 mm unter Normalspur) |                        |                      |
| Stromsystem: | 1500 V =                         |                        |                      |
| Streckengeschwindigkeit: | 70 km/h                          |                        |                      |
| Zweigleisigkeit: | ganze Strecke                    |                        |                      |
| |                                  |                        |                      |
| Gesellschaft: | Keiō Dentetsu                    |                        |                      |
| \| \| \| Shinjuku (新宿) \| \| \| \| \| \| \| \| \| 0,0 \| Higashi-Fuchū (東府中) \| 1916– \| \| \| \| ← Keiō-Linie \| 1916– \| \| \| 0,9 \| Fuchūkeiba-seimommae \| Fuchūkeiba-seimommae \| \| \| \| (府中競馬正門前) \| 1955– \| |                                  |                        |                      |
| Haltepunkt / Haltestelle Streckenanfang |                                  | Shinjuku (新宿)        | Shinjuku (新宿)      |
| |                                  |                        |                      |
| Bahnhof | 0,0                              | Higashi-Fuchū (東府中) | 1916–                |
| Abzweig geradeaus und nach rechts |                                  | ← Keiō-Linie           | 1916–                |
| Kopfbahnhof Streckenende | 0,9                              | Fuchūkeiba-seimommae   | Fuchūkeiba-seimommae |
| |                                  | (府中競馬正門前)       | 1955–                |

Die Keiō Keibajō-Linie (jap. 京王競馬場線, Keiō Keibajō-sen) ist eine Eisenbahnstrecke auf der japanischen Insel Honshū, die von der Bahngesellschaft Keiō Dentetsu betrieben wird. Auf dem Stadtgebiet von Fuchū im Westen der Präfektur Tokio verbindet sie die Keiō-Linie mit der Pferderennbahn Tokio.

## Streckenbeschreibung

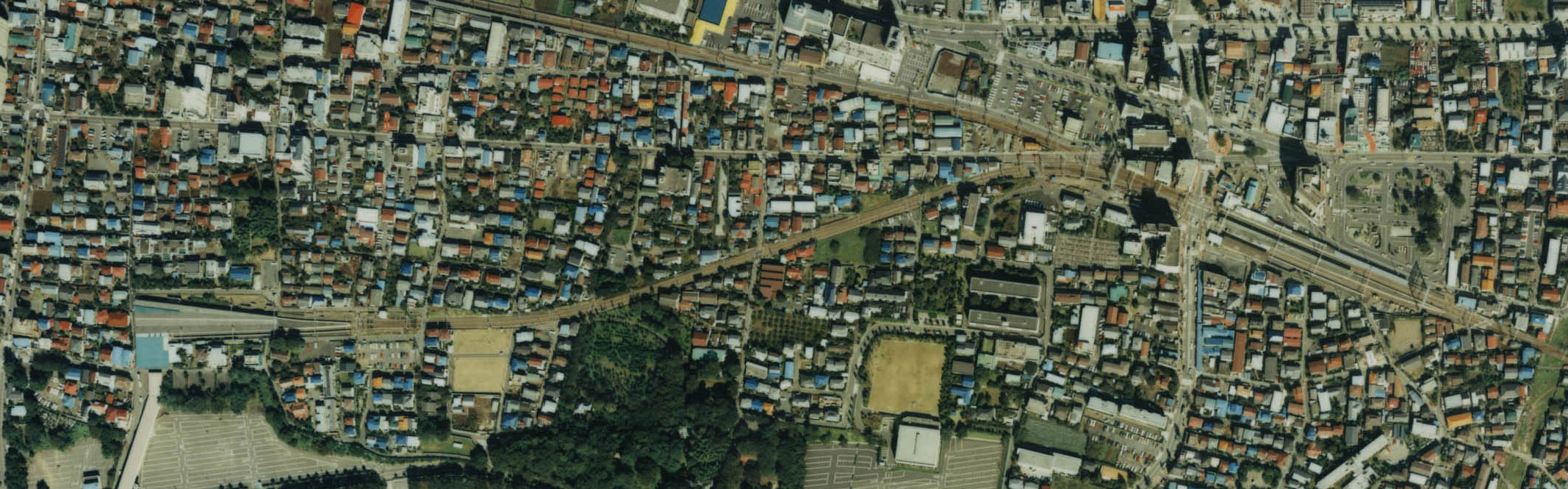
Luftansicht (1989)

Die zweigleisige und mit 1500 V Gleichspannung elektrifizierte Strecke zweigt im Bahnhof Higashi-Fuchū von der Keiō-Linie ab. Sie führt rund 900 Meter weit in westlicher Richtung und endet ohne Zwischenhalt im Bahnhof Fuchūkeiba-seimommae. Dieser Bahnhof befindet sich etwa 250 Meter nördlich der Haupttribüne der Pferderennbahn Tokio (東京競馬場, Tōkyō Keiba-jō). Die „Rennbahn-Linie“ besitzt wie die überwiegende Mehrzahl der Strecken von Keiō Dentetsu die ungewöhnliche Spurweite von 1372 mm (so genannte „schottische Spur“).

## Züge
An Werktagen verkehrt ein Zweiwagenzug im Einmannbetrieb tagsüber alle 20 Minuten, während der Hauptverkehrszeit alle 10 bis 15 Minuten. Dabei muss jeweils in Higashi-Fuchū umgestiegen werden. An Wochenenden und Feiertagen (insbesondere bei Großveranstaltungen) verkehren Züge mit acht oder zehn Wagen im 20-Minuten-Takt. Hinzu kommen mehrere umsteigefreie Schnellzugverbindungen von und nach Shinjuku im Zentrum Tokios. Der Betriebsschluss ist in allen Fällen um 22:00 Uhr, bedeutend früher als auf dem übrigen Keiō-Streckennetz.

## Geschichte
Zur Bewältigung des regen Freizeitverkehrs zur Pferderennbahn baute die Bahngesellschaft Keiō Dentetsu eine in Higashi-Fuchū von der Keiō-Linie abzweigende Stichstrecke und nahm diese am 29. April 1955 in Betrieb. Von Anfang an war sie zweigleisig ausgebaut, während die Fahrdrahtspannung zunächst 600 V betrug und am 4. August 1963 auf 1500 V erhöht wurde. Aus Rationalisierungsgründen führte Keiō Dentetsu am 28. Juli 1998 den Einmannbetrieb an Werktagen ein.

## Liste der Bahnhöfe
| Name | Name                                  | km  | Anschlusslinien | Lage   | Ort   |
| ---- | ------------------------------------- | --- | --------------- | ------ | ----- |
| KO23 | Higashi-Fuchū (東府中)                | 0,0 | Keiō-Linie      | Koord. | Fuchū |
| KO46 | Fuchūkeiba-seimommae (府中競馬正門前) | 0,9 |                 | Koord. | Fuchū |